# Ершово (Белозерский район)
Ершово — деревня в Белозерском районе Вологодской области.
Входит в состав сельского поселения «Антушевское». С 2004 по 1 июня 2015 года Ершовка входили в состав Гулинского сельского поселения.
Расположена на берегу Кумозера. Расстояние по автодороге до районного центра Белозерска составляет 30 км. Ближайшие населённые пункты — Агеево, Гулино, Зубово, Семеино, Фёдоровская.

## Население
Население по данным переписи 2002 года — 18 человек.
| 2010 |
| ---- |
| 10   |